# Chesias leuconeura
Chesias leuconeura là một loài bướm đêm trong họ Geometridae.